# Tốc ký

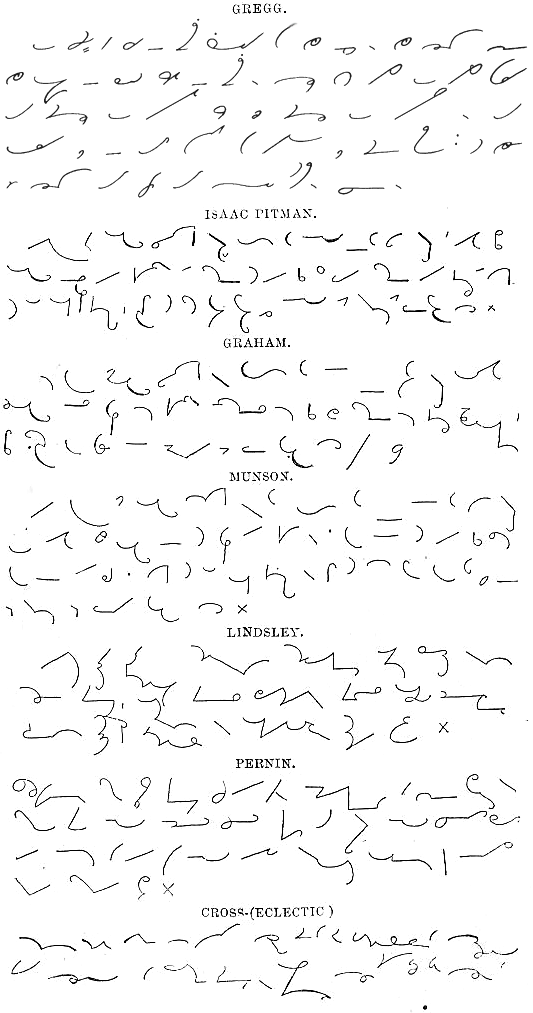
Một bản tốc ký

Tốc ký hay ghi nhanh, ghi tắt là việc thực hành ghi chép thông tin một cách nhanh chóng nhất thông qua việc ghi vắn tắt các ký tự với những phương pháp tăng tốc độ viết. Tốc ký sẽ giúp tiếp thu kiến thức dễ dàng hơn từ những bài giảng hay phát biểu quá dài dòng.

## Phương pháp
Dùng các ký hiệu để ghi nhanh hơn. Ngoài ra, để có chữ viết đẹp và đúng tốc độ, thì cách cầm bút và khoảng cách cầm bút  là những yếu tố có tính quyết định. Thực hiện cách cầm bút  bằng 3 ngón tay gồm ngón giữa, ngón trỏ, ngón cái, ngón giữa nằm ở vị trí thấp nhất  để  đỡ  bút, ngón cái và ngón trỏ điều khiển bút. Các ngón tay cầm bút phải tự nhiên, không lên gân hoặc cầm bút quá chặt, không để ngón cái đè lên ngón trỏ; góc tạo bởi thân bút và mặt vở nhỏ  hơn hoặc bằng 45° là tốt nhất. Khi viết, chỉ điều khiển bút bằng các ngón cầm bút.
Chú ý đến khoảng cách cầm bút từ ngón tay cầm bút đến đầu bút, đây là yếu tố có ý nghĩa quyết định đến tốc độ viết chữ. Cầm bút thấp thì viết chậm và không trơn nét. Vì biên độ hoạt động của ngòi bút nhỏ dẫn đến khả năng điều khiển bút của các ngón tay sẽ không linh hoạt. Cầm bút thấp và tì bút mạnh khi viết thì không thể viết chữ trơn  và nhanh được. Tư thế ngồi viết sai quy cách ảnh hưởng trực tiếp đến chữ viết và tốc độ viết chữ. Phải đảm bảo tư thế ngồi viết ngay ngắn. Lưng thẳng, không tì ngực vào bàn, đầu hơi cúi, mắt cách vở khoảng 25– 30 cm.Tay phải cầm bút, tay trái tì nhẹ. Hai chân để song song thoải mái, đặc biệt chú ý khoảng cách hợp lý giữa mắt và vở không cúi thấp, để mắt quá gần), không nghiêng hoặc vẹo lưng.

## Unicode ký hiệu tốc ký
| Bảng Unicode tốc ký Duploy Official Unicode Consortium code chart: Duployan Version 13.0 |   |   |   |   |   |   |   |   |   |   |   |   |   |       |   |   |
|                                                                                          | 0 | 1 | 2 | 3 | 4 | 5 | 6 | 7 | 8 | 9 | A | B | C | D     | E | F |
| U+1BC0x                                                                                  | 𛰀 | 𛰁 | 𛰂 | 𛰃 | 𛰄 | 𛰅 | 𛰆 | 𛰇 | 𛰈 | 𛰉 | 𛰊 | 𛰋 | 𛰌 | 𛰍     | 𛰎 | 𛰏 |
| U+1BC1x                                                                                  | 𛰐 | 𛰑 | 𛰒 | 𛰓 | 𛰔 | 𛰕 | 𛰖 | 𛰗 | 𛰘 | 𛰙 | 𛰚 | 𛰛 | 𛰜 | 𛰝     | 𛰞 | 𛰟 |
| U+1BC2x                                                                                  | 𛰠 | 𛰡 | 𛰢 | 𛰣 | 𛰤 | 𛰥 | 𛰦 | 𛰧 | 𛰨 | 𛰩 | 𛰪 | 𛰫 | 𛰬 | 𛰭     | 𛰮 | 𛰯 |
| U+1BC3x                                                                                  | 𛰰 | 𛰱 | 𛰲 | 𛰳 | 𛰴 | 𛰵 | 𛰶 | 𛰷 | 𛰸 | 𛰹 | 𛰺 | 𛰻 | 𛰼 | 𛰽     | 𛰾 | 𛰿 |
| U+1BC4x                                                                                  | 𛱀 | 𛱁 | 𛱂 | 𛱃 | 𛱄 | 𛱅 | 𛱆 | 𛱇 | 𛱈 | 𛱉 | 𛱊 | 𛱋 | 𛱌 | 𛱍     | 𛱎 | 𛱏 |
| U+1BC5x                                                                                  | 𛱐 | 𛱑 | 𛱒 | 𛱓 | 𛱔 | 𛱕 | 𛱖 | 𛱗 | 𛱘 | 𛱙 | 𛱚 | 𛱛 | 𛱜 | 𛱝     | 𛱞 | 𛱟 |
| U+1BC6x                                                                                  | 𛱠 | 𛱡 | 𛱢 | 𛱣 | 𛱤 | 𛱥 | 𛱦 | 𛱧 | 𛱨 | 𛱩 | 𛱪 |   |   |       |   |   |
| U+1BC7x                                                                                  | 𛱰 | 𛱱 | 𛱲 | 𛱳 | 𛱴 | 𛱵 | 𛱶 | 𛱷 | 𛱸 | 𛱹 | 𛱺 | 𛱻 | 𛱼 |       |   |   |
| U+1BC8x                                                                                  | 𛲀 | 𛲁 | 𛲂 | 𛲃 | 𛲄 | 𛲅 | 𛲆 | 𛲇 | 𛲈 |   |   |   |   |       |   |   |
| U+1BC9x                                                                                  | 𛲐 | 𛲑 | 𛲒 | 𛲓 | 𛲔 | 𛲕 | 𛲖 | 𛲗 | 𛲘 | 𛲙 |   |   | 𛲜 | DT LS | 𛲞  | 𛲟 |